# Giuseppe Caramazza
Padre Giuseppe Caramazza (Verona, 1960) è un missionario comboniano italiano.
È stato redattore della rivista Nigrizia, ed è stato fra i fondatori del Catholic Information Service for Africa (CISA), una delle più importanti agenzie giornalistiche africane, con sede a Nairobi. Ha pubblicato diversi studi antropologici sui masai e su altri argomenti inerenti all'Africa. Dal gennaio 2018 egli è il vice rettore (Deputy Vice Chancellor) del Tangaza University College di Nairobi.

## Biografia
Dopo aver ricevuto il diploma di perito agrario nel 1979, Caramazza ha studiato filosofia a Firenze, ed è poi entrato nel noviziato dei missionari comboniani di Venegono Superiore (VA) e ha emesso la professione religiosa nel 1983. Sono seguiti gli studi teologici presso la Catholic Theologial Union di Chicago, dove Caramazza ha conseguito il Master of Art in Theology e il Master of Art in Missiology.
Dal 1987 al 2001, ha lavorato alla redazione di Nigrizia, come redattore e coordinatore di redazione. Dal 1992 al 1997, ha operato in Sudan e Kenya, nel campo pastorale. Dal 1998 in poi ha lavorato al New People Media Centre di Nairobi, Kenya, di cui è stato il direttore dal 2002 al 2007.
Nel 2001 ha fondato l'agenzia di notizie Catholic Information Service for Africa (CISA) in collaborazione con altri giornalisti di area missionaria. CISA è ora diventata una delle prime agenzie religiose africane e ed spesso citata da MISNA, CNN, The Nation Media Group e altre agenzie giornalistiche internazionali.
Nel gennaio 2010 ha fondato il web-magazine Southworld.net che si occupa di notizie ed analisi su Africa, Asia e America Latina. La rivista ha sede a Londra.
Da maggio 2013, insegna al Tangaza University College di Nairobi, ed è incaricato delle comunicazioni istituzionali dell'Institute of Social Ministry di Nairobi.